# Filipijnse kruipers
Filipijnse kruipers (Rhabdornithidae) zijn een voormalige familie van vogels uit de orde zangvogels. De familie telde 3 soorten.

## Kenmerken
Het verenkleed is bruin met een lichtere onderzijde. Ze hebben een forse snavel en hun staart is afgeknot en veel minder stijf.
Ze nestelen waarschijnlijk in boomholtes. De lichaamslengte bedraagt 15 cm.

## Verspreiding en leefgebied
Deze familie komt alleen voor op enkele Filipijnse eilanden. De streepkopkruiper leeft in het laagland, de bruinkopkruiper meestal op hoogten boven 900 meter.

## Taxonomie
- Geslacht Rhabdornis
  - Rhabdornis grandis (Langsnavelkruiper)
  - Rhabdornis inornatus (Bruinkopkruiper)
  - Rhabdornis mystacalis (Streepkopkruiper)